# Il terrore viene d'oltretomba
Il terrore viene d’oltretomba (La momia azteca contra el robot humano) è un film del 1958 diretto da Rafael Portillo, alle volte accreditato con lo pseudonimo King Miller.

## Trama
Nel corso di una seduta di ipnosi, il dottor Almers fa regredire la moglie Flora ad una sua vita precedente, nella quale ella era Xochitl, una sorta di vestale in un tempio azteco. Xochitl e Popoca, un nobile e valoroso guerriero, stavano organizzando una fuga per amore, contravvenendo così alle regole cultuali che imponevano a lei di mantenere la verginità: scoperti, vengono puniti dal sommo sacerdote. Xochitl viene uccisa, e sul suo corpo vengono posti due ornamenti, un pettorale e un bracciale, sui quali erano incisi geroglifici che indicavano il nascondiglio del grande tesoro degli aztechi, mentre Popoca, sepolto vivo, veniva destinato a vegliare sui due ornamenti per l’eternità, con una maledizione per chiunque ne fosse entrato in possesso.
Almers, che ha bisogno dei due ornamenti per convincere la comunità scientifica della validità delle proprie teorie sull'ipnosi, riesce ad impossessarsene, almeno temporaneamente, ma Popoca, sotto forma di mummia vivente, glieli sottrae, tenendo fede al compito al quale era stato destinato.
Il dottor Krupp, con intenti criminali, è interessato ad impossessarsi del tesoro degli aztechi: ha bisogno di molto denaro per assemblare una elevata quantità di robot, per mezzo dei quali realizzare le proprie ambizioni di potere sull'intera umanità. Rendendosi conto che i due ornamenti sono troppo bene sorvegliati dalla mummia realizza il suo primo robot umano, ovvero costituito in parte da organi del corpo umano ed in parte da componenti metalliche, dotato di una potenza enorme, col quale spera di poter vincere la mummia sottraendole i due ornamenti.
Krupp sta per riuscire nel proprio intento, ma, grazie all'intervento in extremis di Almers, con la moglie e la polizia, sarà la mummia Popoca ad avere la meglio sul robot umano. Flora restituisce solennemente i due ornamenti a Popoca, pregandolo, in nome del loro antico amore, di continuare a sorvegliarli con la consueta efficacia.